# Klučná
Klučná (někdy též Klucná) je potok v chráněné krajinné oblasti Křivoklátsko. Pramení ve dvou ramenech západně od lovecké chaty Emilovna u Karlovy Vsi. U Vsi Roztoky se vlévá do Berounky.

## Popis toku
Klučná pramení ve dvou ramenech západně od lovecké chaty Emilovna. Severní rameno pramení v lokalitě Srnčák, jižní na louce západně od Emilovny. Zde se do něj vlévají i vody artéského vrtu, který zde byl proveden ve 20. století v souvislosti se zvažovaným zbudováním vodní elektrárny. Dále toto rameno pokračuje k východu, u Emilovny protéká dvěma rybníky a mírně se stáčí na sever, kde se do něho počase vlévá severní rameno. Potok se vine údolím mezi Nízkým a Vysokým Tokem (546 m) a dále pokračuje podél silnice z Karlovy Vsi do Roztok. Zde se po čase zlomí k severu. Na zlomu se do něj vlévá jiný potok zprava tekoucí od Karlovy Vsi. Další dva potoky se poté vlévají zleva, a jeden zprava.
Zajímavostí jsou tzv. Kneippovy lázně v lokalitě Tři Prameny. 